# نملاوات زنبورية
النملاوات الزنبورية (الاسم العلمي:†Sphecomyrminae) هي أسرة من الحشرات تتبع فصيلة النمل من رتبة غشائيات الأجنحة.

## التصنيف
- النملاوية الزنبورية
  - النمل الزنبوري